# Bezirk Grobiņa
Der Bezirk Grobiņa (Grobiņas novads) war ein Bezirk im Westen Lettlands in der historischen Landschaft Kurzeme, der von 2009 bis 2021 existierte. Bei der Verwaltungsreform 2021 wurde der Bezirk aufgelöst, seine Gemeinden gehören seitdem zum Bezirk Dienvidkurzeme.

## Geographie
Westlich des ehemaligen Bezirksgebietes liegt die Stadt Liepāja. Die Gegend ist landwirtschaftlich geprägt, wobei die Niederungen durch Kanalsysteme entwässert werden.

## Bevölkerung
Der Bezirk bestand aus den vier Gemeinden (pagasts) Bārta, Gavieze, Grobiņa (Land) und Medze sowie dem Verwaltungszentrum Grobiņa (Stadt). 10.220 Einwohner lebten 2010 im Bezirk Grobiņa.

## Nachweise
1. ↑  Vides aizsardzības un reģionālās attīstības ministrija (Ministerium für Naturschutz und Regionalentwicklung), Karten und Auflistung der Verwaltungseinheiten, abgerufen am 17. Juli 2021